# Sericocoma heterochiton
Sericocoma heterochiton är en amarantväxtart som beskrevs av Lopr. Sericocoma heterochiton ingår i släktet Sericocoma och familjen amarantväxter. Inga underarter finns listade i Catalogue of Life.